# Jarmo Övermark
Jarmo Övermark (* 26. Mai 1955 in Lappajärvi) ist ein ehemaliger finnischer Ringer.

## Werdegang
Jarmo Övermark begann mit seinen Brüdern Kari, Hannu und Matti als Jugendlicher beim Ringerclub Lappajärven Veikot mit dem Ringen. Er betätigte sich in beiden Stilarten, griech.-röm. und freier Stil, wobei er bei internationalen Meisterschaften, für die er sich ab 1976 qualifizierte, den griech.-röm. Stil bevorzugte. Von den vier Brüdern Övermark wurde Jarmo, der Armeeangehöriger war, im Laufe der Jahre zum erfolgreichsten. Von 1977 bis zum Jahre 1990 gewann er nicht weniger als sechzehnmal die finnische Meisterschaft.
Im Jahre 1976 begann die internationale Ringerlaufbahn von Jarmo Övermark mit einem Start bei den Olympischen Spielen in Montreal. Im freien Stil belegte er dabei im Weltergewicht einen beachtlichen 7. Platz. Der nächste Start bei einer internationalen Meisterschaft war der bei der Europameisterschaft im Jahre 1978 in Oslo. Er startete dort schon im griech.-röm. Stil und erreichte im Mittelgewicht mit einem Sieg über den Österreicher Franz Pitschmann den 9. Platz.
Bei den Olympischen Spielen 1980 in Moskau, wo er wieder griech.-röm. Stil im Mittelgewicht am Start war, gelang ihm kein Sieg. Wegen der relativ schwachen Beteiligung an diesem Turnier kam er trotzdem auf den 8. Platz. Bemerkenswert war auch der Sieg von Jarmo Övermark bei den Meisterschaften der Europäischen Union im Halbschwergewicht vor so guten Ringern wie Christer Gulldén aus Schweden und Uwe Sachs aus Freiburg im Breisgau. Ab 1982 erreichte Jarmo Övermark bei den internationalen Meisterschaften dann stetig bessere Platzierungen. So belegte er 1982 sowohl bei der Europameisterschaft in Warna als auch bei der Weltmeisterschaft in Kattowitz den 6. Platz im Mittelgewicht.
Bei der Weltmeisterschaft 1983 in Kiew gelang ihm im Mittelgewicht dann sogar der Sprung auf das Treppchen, wobei er im Kampf um die Bronzemedaille Ion Draica aus Rumänien besiegte. Auch bei der Europameisterschaft 1984 in Jönköping gewann Jarmo Övermark im Mittelgewicht die Bronzemedaille und bei den Olympischen Spielen 1984 in Los Angeles verpasste er mit dem 5. Platz im Mittelgewicht nur knapp eine Medaille.
In den Jahren 1985 und 1986 gelangen ihm dann nochmals gute Platzierungen bei den Welt- bzw. Europameisterschaften, eine Medaille gewann er aber nicht mehr.
Jarmo Övermark war bei den finnischen Meisterschaften noch bis 1990 am Start. Er war immer noch stark genug, noch 1990 finnischer Meister im Schwergewicht, in das er inzwischen gewachsen war, zu werden.

## Internationale Erfolge
(OS = Olympische Spiele, WM = Weltmeisterschaft, EM = Europameisterschaft, GR = griech.-röm. Stil, F = freier Stil, We = Weltergewicht, Mi = Mittelgewicht, Hs = Halbschwergewicht, S = Schwergewicht, damals bis 74 kg, 82 kg, 90 kg und 100 kg Körpergewicht)
- 1975, 4. Platz, Junioren-WM in Haskovo (Espoirs = bis zum 20. Lebensjahr), GR, We, hinter Taimuraz Abchazawa, UdSSR, Dumanow, Bulgarien und Sandjakli, Türkei und vor Leif Andersson, Schweden;
- 1976, 7. Platz, OS in Montreal, F, We, mit Siegöen über Keith Haward, Großbritannien und Ivan David, CSSR und Niederlagen gegen Marin Pîrcălabu, Rumänien und Mansour Barzegar, Iran;
- 1977, 2. Platz, Turnier in Helsinki, GR, Mi, hinter Markku Latvala, Finnland und vor Lars-Erik Nilsson, Schweden;
- 1978, 9. Platz, EM in Oslo, GR, Mi, mit einem Sieg über Franz Pitschmann, Österreich und Niederlagen gegen Leif Andersson und Ömer Suzan, Türkei;
- 1978, 12. Platz, WM in Mexiko-Stadt, GR, Mi, nach Niederlagen gegen Momir Petković, Jugoslawien und Christo Sawa, Bulgarien;
- 1980, 1. Platz, Turnier in Klippan/Schweden, GR, Mi;
- 1980, 7. Platz, EM in Prievidza, GR, Mi, mit einem Sieg über Klaus Mysen, Norwegen und Niederlagen gegen Mihály Toma, Ungarn und Pawel Pawlow, Bulgarien;
- 1980, 1. Platz, EU-Meisterschaft in Sönderborg/Dänemark, GR, Hs, vor Pal Berger, Norwegen, Christer Gulldén, Schweden und Uwe Sachs, BRD;
- 1980, 8. Platz, OS in Moskau, GR, Mi, nach Niederlagen gegen Frank Andersson, Schweden und Jan Dolgowicz, Polen;
- 1981, 1. Platz, Turnier der Sportorganisation TUL in Helsinki, GR, Mi, vor Wjatscheslaw Mkrtyschew, Sowjetunion, Mihály Toma, Mikko Huhtala, Finnland und Aleksej Bychkow, Sowjetunion;
- 1982, 6. Platz, EM in Warna, GR, Mi, hinter Janimow, UdSSR, Andrzej Malina, Polen, Ion Draica, Rumänien, Momir Petkivic und Kurt Spaniol, BRD;
- 1982, 6. Platz, WM in Kattowitz, GR, Mi, hinter Taimuraz Abchazawa, Ion Draica, Jan Dolgowics, Momir Petkovic und Adrian Berg von Linde, Schweden;
- 1983, 3. Platz, WM in Kiew, GR, Mi, hinter Taimuraz Abchazawa und Leonard Lundell, Schweden und vor Ion Draica, Andrzej Malina und Siegfried Seibold, BRD;
- 1984, 3. Platz, EM in Jönköping, GR, Mi, mit Siegen über Kaj Jägersgaard, Dänemark, Klaus Mysen, Sören Claesson, Schweden und Andrzej Malina und einer Niederlage gegen Taimuraz Abchazawa;
- 1984, 5. Platz, OS in Los Angeles, GR, Mi, mit Siegen über Ernesto Razzino, Italien, Dimitrios Thanopoulos, Griechenland und Ashram, Ägypten und einer Niederlage gegen Momir Petkovic;
- 1984, 2. Platz, World-Cup in Seinäjoki/Finnland, GR, Mi, hinter Abdul Batalow, Sowjetunion und vor Aabika, Japan, Timo Lehto, Finnland und Soudi, Ägypten;
- 1985, 5. Platz, Turnier in Västerås, GR, Mi, hinter Taimuraz Abchazawa, Örjan Jansson, Ari Markola, Kimmo Rajala, alle Schweden und vor Adrian Berg von Linde, Schweden;
- 1985, 6. Platz, EM in Leipzig, GR, Mi, hinter Abdul Batalow, Tibor Komáromi, Ungarn, Sorin Herțea, Rumänien, Bogdan Daras, Polen und Djamow, Bulgarien;
- 1985, 5. Platz, WM in Kolbotn/Norwegen, GR, Mi, hinter Bogdan Daras, Abdul Batalow, Klaus Mysen und Sören Claesson und vor Chris Catalfo, USA;
- 1986, 7. Platz, EM in Athen, GR, Hs, hinter Atanas Komtschew, Bulgarien, Franz Pitschmann, Ilie Matei, Rumänien, Khavas-Bauton Mulajew, Sowjetunion, Georgios Pikilidis, Griechenland und Lajos Szegervari, Ungarn

## Finnische Meisterschaften
- 1975, 2. Platz, F, We, hinter Juhani Hakola und vor Harri Salimäki,
- 1976, 2. Platz, F, We, hinter Juhani Hakola und vor Markku Kuitunen,
- 1977, 1. Platz, GR, Mi, vor Markku Latvala und Erkki Haapala,
- 1977, 1. Platz, F, Mi, vor Antti Leppänen und Juhani Hakola,
- 1978, 1. Platz, GR, Mi, vor Markku Latvala und Markku Keskinen,
- 1978, 1. Platz, F, Mi, vor Jouko Knuutila und Markku Latvala,
- 1979, 1. Platz, F, Hs, vor Timo Räihä und Jorma Salimäki,
- 1980, 2. Platz, GR, Mi, hinter Jari Salomäki und vor Markku Latvala,
- 1980, 1. Platz, F, Hs, vor Erkki Haapala und Jussi Luoma,
- 1981, 1. Platz, GR, Mi, vor Jari Salomäki und Mikko Huhtala,
- 1981, 1. Platz, F, Hs, vor Toni Hannula und Timo Niemi,
- 1982, 1. Platz, GR, Mi, vor Mikko Huhtala und Jari Salomäki,
- 1983, 2. Platz, GR, Mi, hinter Jari Salomäki und vor Timo Lehto,
- 1983, 1. Platz, F, Hs, vor Jouko Knuutila und Timo Lehto,
- 1984, 2. Platz, GR, Mi, hinter Jari Salomäki und vor Aki Tarino,
- 1984, 1. Platz, F, Hs, vor Ari Lahtinen und Kari Lehtinen,
- 1985, 1. Platz, GR, Mi, vor Timo Lehto und Jari Salomäki,
- 1985, 1. Platz, F, Hs, vor Risto Remsu und Ari Lahtinen,
- 1986, 1. Platz, GR, Hs, vor Kari Lehtonen und Toni Hannula,
- 1986, 2. Platz, F, Hs, hinter Jouni Ilomäki und vor Ari Lahtinen,
- 1987, 2. Platz, GR, Hs, hinter Harri Koskela und vor Toni Hannula,
- 1989, 1. Platz, F, S, vor Jouko Knuutila und Ari Lehtonen,
- 1990, 1. Platz, F, S, vor Jouni Mörsky und Pertti Kaisalmi